# Aarlanderveen
Aarlanderveen est un village dans la commune néerlandaise d'Alphen aan den Rijn, dans la province de la Hollande-Méridionale. Le village compte environ 1 200 habitants.
Aarlanderveen a été une commune indépendante jusqu'au 1er janvier 1918. À cette date, la commune fusionne avec celles d'Alphen et Oudshoorn pour former la nouvelle commune d'Alphen aan den Rijn.